# Gál József (birkózó)
Gál József (Cegléd, 1918. április 20. – Cegléd, 2003. február 2.) világbajnok birkózó.
1934-től a Ceglédi MOVE SE, 1948-tól a Ceglédi Vasutas SE birkózója volt. 1948-tól 1952-ig szerepelt a magyar válogatottban. Mindkét fogásnemben versenyzett. Sporttörténeti jelentőségű eredményét az 1950. évi világbajnokságon érte el, ahol kötöttfogásban megszerezte súlycsoportja világbajnoki címét és ezzel ő szerezte a magyar birkózósport első hivatalos világbajnoki aranyérmét.  Az 1952. évi nyári olimpiai játékokon szabadfogásban vett részt. Az olimpia után felhagyott a sportolással.
Visszavonulása után MÁV alkalmazottként és a Ceglédi Vasutas SE társadalmi elnökeként működött. Tevékenysége elismeréseként Cegléd díszpolgárává választották.
A ceglédi városi sportcsarnok az ő nevét viseli.

## Sporteredményei
Kötöttfogású birkózásban:
- világbajnok:
  - 1950, Stockholm: könnyűsúly
- ötszörös magyar bajnok:
  - könnyűsúly: 1941, 1942, 1948, 1949
  - váltósúly: 1954

## Emlékezete
- Gál József sportcsarnok Cegléden (2013)[1]

## Díjai, elismerései
- Magyar Népköztársasági Sportérdemérem arany fokozat (1951)[2]
- Cegléd város díszpolgára (1993)[3]